# Lulu (ópera)

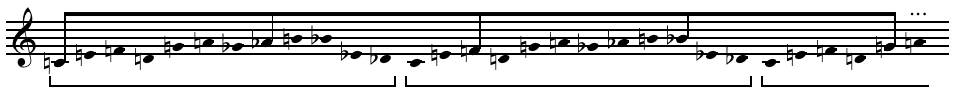
Opera

Lulu é uma ópera em três atos, do compositor austríaco Alban Berg. O libreto foi adaptado das peças Erdgeist (1895), de Frank Wedekind e A Caixa de Pandora (em alemão: Die Büchse der Pandora), (1903), do próprio Berg.

## Concepção e composição
Berg viu pela primeira vez "A Caixa de Pandora" em 1905, na produção feita por Karl Kraus, mas só começou a trabalhar na obra que seria intitulada Lulu em 1929, depois de ter terminado sua outra ópera Wozzeck. Berg trabalhou firme na composição até 1935, até que a morte de Manon Gropius, filha de Walter Gropius e Alma Mahler induziu-o a interromper o trabalho para escrever seu Concerto para Violino, sua peça mais conhecida.
Berg concluiu o mencionado concerto rapidamente, mas o tempo gasto com ele significou a impossibilidade de terminar Lulu antes de sua morte, ocorrida na véspera do Natal de 1935 – ele tinha completado a obra até o compasso 268 do Terceiro Ato, Cena 1, deixando o resto da peça em notação resumida, com indicações de instrumentação para a maior parte.
A ópera foi encenada em sua forma incompleta em 1937. Erwin Stein fez a parte vocal de todo o Terceiro Ato, em seguida à morte de Berg. Com relação à orquestração, Helène Berg, viúva de Alban, acercou-se de Arnold Schoenberg para que ele a completasse. Apesar de ter aceito (aceite) inicialmente, Schoenberg – depois de ter visto cópias dos rascunhos de Berg – mudou de ideia, dizendo que seria tarefa muito mais demorada do que imaginava. Após a desistência de Schoenberg, Helène Berg não deu permissão a mais ninguém para completar a ópera e, assim, por mais de 40 anos, somente os primeiros 2 atos puderam ser encenados, algumas vezes com trechos da "Suite Lulu" tocados no lugar do Terceiro Ato.
A ópera Lulu estreou nos Estados Unidos na Ópera de Santa Fe (Novo México), na temporada 1961-62, com a soprano estadunidense Joan Carroll no papel-título.
A morte de Helène Berg em 1976 pavimentou o caminho para que uma versão completa pudesse ser feita por Friedrich Cerha. Publicada em 1979, essa versão teve estreia em 24 de fevereiro do mesmo ano na Ópera Garnier, em Paris, e foi dirigida pelo maestro Pierre Boulez.

## Personagens
| Personagem | Registro de voz           | Estreia, 2 de junho de 1937 (Robert Denzler) |
| --- | ------------------------- | -------------------------------------------- |
| Lulu | alto soprano              | Nuri Hadzic                                  |
| Condessa Geschwitz | dramático mezzo-soprano   | Maria Bernhard                               |
| Um jovem estudante | contralto                 | Feichtinger                                  |
| Um vestidor de teatro Um noivo | contralto                 |                                              |
| O Banqueiro | alto baixo                |                                              |
| O Pintor, segundo marido de Lulu | tenor lírico              | Paul Feher                                   |
| Um negro | tenor lírico              |                                              |
| Dr. Schön, editor-chefe | barítono heroico          | Asger Stig                                   |
| Alwa, Filho do Dr. Schön, um compositor | jovem tenor heroico       | Peter Baxevanos                              |
| Schigolch, um velho homem | baixo de elevado carácter | Schigolch                                    |
| Um domador de animais | um baixo "buffo" heroico  |                                              |
| Rodrigo, um atleta | um baixo "buffo" heroico  | Emmerich                                     |
| O Príncipe, um viajante na África / O Servente / O Marquês                                                                                      | tenor "buffo"             |                                              |
| O Diretor de Teatro | baixo "buffo"             |                                              |
| O Professor Um palhaço Um ajudante de palco | papel mudo                |                                              |
| O Comissário de Polícia O Doutor, O marido de Lulu                                                                                              | papel falado              |                                              |
| Uma menina de quinze anos | ópera soubrette           |                                              |
| A mãe dela | contralto                 |                                              |
| Uma mulher artista | mezzo-soprano             |                                              |
| Uma jornalista | barítono alto             |                                              |
| Um servente | barítono baixo            |                                              |
| Jack, o estripador | barítono heroico          |                                              |
| Pianista, diretor de cena, ajudantes do príncipe, policiais, enfermeiras, camareiras, dançarinos, convidados da festa, serventes, trabalhadores |                           |                                              |

## Sinopse
Prólogo:
Um mestre do tablado de circo apresenta os diversos animais de sua companhia. A última é a própria Lulu, que é carregada até o palco e apresentada como uma cobra.

### Primeiro Ato
Cena 1:
Lulu, a esposa do Dr. Goll, um médico envelhecido, está posando para o Pintor fazer seu retrato. O Dr. Schön, editor de jornal que salvou Lulu da sarjeta e com quem ela está tendo um caso, também está presente. Nesse momento, chega Alwa, o filho dele, desculpa-se e os dois partem. O Pintor toma grandes liberdades com Lulu. O Dr. Goll entra inesperadamente, encontrando os dois sozinhos, imediatamente desmaia e morre de um ataque cardíaco.
Cena 2:
Lulu está agora casada com o Pintor. Ela recebe um telegrama anunciando o compromisso do Dr. Schön, o que parece perturbá-la. Ela é visitada por Schigolch, um vagabundo que parece ter exercido um papel não esclarecido em seu passado. O Dr. Schön chega, tratando Schigolch como o pai de Lulu. Ele veio para pedir a Lulu para ficar fora da vida dele dali por diante. Ela não se comove com este pedido, e quando o Pintor, seu marido, chega, ela sai. Dr. Schön conta ao Pintor sobre o caso deles, e insiste que ele fale com sua mulher sobre isso. O Pintor parte, ostensivamente para tratar do assunto com Lulu, mas, em vez disso, ele corta sua própria garganta. Lulu parece estar impassível com esse suicídio e simplesmente diz ao Dr. Schön "você vai casar comigo de qualquer forma."
Cena 3:
Lulu, trabalhando como dançarina, está sentada em quarto de vestir com Alwa. Os dois discutem várias coisas, incluindo um Príncipe que está enamorado dela e quer desposá-la. Lulu parte para o palco, mas recusa-se a ir adiante ao constatar que o Dr. Schön e sua prometida estão na plateia. O Dr. Schön entra para tentar convencê-la a atuar. Quando os dois são deixados a sós, ela diz a Schön que está pensando em partir com o Príncipe para a África. Dr. Schön dá-se conta de que não pode viver sem ela, que o convence a escrever carta para sua prometida terminando o compromisso, com palavras ditadas por ela mesma. Lulu então, calmamente, continua com o espetáculo.

### Segundo Ato
Cena 1:
Lulu está agora casada com o Dr. Schön, cheio de ciúmes por causa de tantos admiradores. Um deles, a Condessa lésbica Geschwitz, visita-a para convidá-la a um baile, mas recebe no ato a desaprovação do Dr. Schön. Quando os dois saem, a Condessa retorna e esconde-se. Os dois admiradores, o Acrobata e o Jovem Estudante entram também, e todos começam a falar com Lulu quando ela regressa. Nesse momento, Alwa chega, e os admiradores escondem-se enquanto Alwa declara seu amor por Lulu. O Dr. Schön retorna, descobre o Acrobata, e começa uma longa discussão com Lulu, durante a qual ele descobre os outros admiradores. Ato contínuo, entrega a Lulu um revolver, e ordena a ela que se mate, mas, em vez disso, ela atira em Schön. A polícia chega para prender Lulu pelo assassinato.
Intervalo:
O intervalo consiste de um filme mudo (acompanhado por música de Berg). Nele, vemos a prisão de Lulu, o julgamento, a condenação e a prisão. Então vemo-la contrair deliberadamente cólera e ser transferida para o hospital. A Condessa Geschwitz visita-a e dá-lhe suas roupas, e disfarçada como a Condessa, Lulu foge.
Cena 2:
A Condessa Geschwitz, Alwa e o Acrobata estão reunidos no mesmo ambiente do Segundo Ato, Cena 1. Estão esperando por Schigolch, que vai levar a Condessa ao hospital. Ela vai sacrificar sua própria liberdade tomando o lugar de Lulu, de maneira que ninguém descubra a fuga até que seja tarde demais. O Acrobata diz que vai casar com Lulu e mudar-se com ela para Paris, onde os dois trabalharão em uma peça juntos. Schigolch parte com a Condessa, e retorna com Lulu, que está tão enferma que o Acrobata abandona seu plano, e sai para avisar a polícia. Schigolch é enviado para comprar bilhetes de trem e, deixados sozinhos, Alwa e Lulu declaram seu amor um para o outro e concordam em partir juntos.

### Terceiro Ato
Cena 1:
Lulu e Alwa estão agora vivendo em Paris. A cena é uma festa em um cassino. Lulu é chantageada pelo Acrobata e por uma prostituta a trabalhar num cabaré no Cairo; ela ainda é procurada pelo assassinato do Dr. Schön e eles ameaçam denunciá-la se não fizer o que estão pedindo. Schigolch chega, perguntando por dinheiro. Ela é eventualmente convencida a atrair o Acrobata para um hotel e matá-lo. Depois de saírem, chegam notícias de que a empresa ferroviária, de que todos os convidados eram acionistas, tinha falido. A festa rapidamente se desfaz, e, na confusão, Lulu consegue trocar de roupas com um jovem. Ela foge com Alwa pouco antes de a polícia chegar para recapturá-la.
Cena 2:
Lulu e Alwa estão agora vivendo na pobreza e como fugitivos em Londres, em companhia de Schigolch. Lulu trabalha como prostituta. Ela chega com um cliente, um professor (papel desempenhado pelo mesmo ator que faz o Dr. Goll, o primeiro marido de Lulu). A Condessa Geschwitz chega então com o retrato de Lulu, que trouxe de Paris. Alwa dependura-o na parede. Lulu sai e retorna com outro cliente, o Homem Negro (papel feito pelo mesmo ator do Pintor, segundo marido de Lulu). Ele recusa-se a pagar adiantado, e mata Alwa em uma luta. Schigolch retira o corpo enquanto Geschwitz pensa em suicídio, ideia de que, no entanto, desiste quando se dá conta de que Lulu não se emocionou com ela. Eventualmente, Lulu sai e retorna com um terceiro cliente (outra vez desempenhado pelo mesmo ator de outro marido de Lulu, nesse caso, o terceiro, Dr. Schön). Ele discute sobre o preço e está a ponto de partir quando Lulu decide que vai se deitar com ele por menos do que a tarifa costumeira. Esse cliente, que é, de fato, Jack, o Estripador, assassina Lulu, e, quando está saindo, mata igualmente a Condessa, que jura seu amor por Lulu enquanto as cortinas caem.

## Estrutura
A estrutura de grande alcance de "Lulu" é por vezes avaliada como sendo um espelho - a popularidade de Lulu no Primeiro Ato é espelhada pela decadência que vive no Terceiro Ato, e isso é enfatizado pelo fato de os maridos de Lulu no Primeiro Ato serem os mesmos cantores de seus clientes no Terceiro Ato.
Essa estrutura especular é além disso enfatizada pelo filme no intervalo do Segundo Ato, no exato centro da obra. Os eventos mostrados no filme são uma versão miniaturizada da estrutura de espelho da ópera como um todo (Lulu entra na prisão e depois sai dela) e a música que acompanha o filme é um rigoroso palíndromo - soa igual de trás para a frente. O ponto de inflexão desse palíndromo é indicado por um arpejo tocado no piano, que primeiro sobe, depois declina.

## As sequências de tom
Embora alguma parte de Lulu tenha sido livremente composta, Berg também faz uso da técnica dodecafônica de seu professor Arnold Schoenberg. Mas, em vez de usar uma única sequência tonal sequência tonal para a obra inteira, Berg, ao contrário, dá a cada papel sua própria sequência tonal, que funciona como o leitmotiv nas óperas de Richard Wagner.
Da sequência tonal de Lulu, Berg deriva sequências tonais para alguns dos outros papéis. A sequência tonal associada com Alwa, por exemplo, é conseguida repetindo continuamente a sequência tonal de Lulu e tomando cada sétima nota.
De modo semelhante, a sequência tonal associada com o Dr. Schön é produzida com a repetição da sequência tonal de Lulu, mas tomando a primeira nota, falhando uma nota, tomando a seguinte, falhando duas, tomando a seguinte, falhando três, tomando a seguinte, falhando três, tomando a seguinte, falhando duas, tomando a seguinte, falhando uma, tomando a seguinte, falhando uma, tomando a seguinte, falhando duas, tomando a seguinte, e assim por diante.